# Lodewijk Heylen
Ludovicus (Lodewijk) Josephus Heylen (Herentals, 6 september 1772 – aldaar, 30 juni 1856) was een Belgisch advocaat en politicus.

## Levensloop
Heylen groeide op te Herentals. Zijn jonge jaren bracht hij er door in burgerhuis 'De Luypaert'. Hij werd een leider tijdens de Boerenkrijg.
Ook was hij politiek actief. In 1818 werd hij te Herentals aangesteld als schepen en in 1825 volgde hij Jean Baptiste Leysen op als burgemeester van Herentals. Een functie die hij zou uitoefenen tot 1830. Hij werd in deze hoedanigheid opgevolgd door Henri Le Paige.